# Wahlenbergia axillaris
Wahlenbergia axillaris är en klockväxtart som först beskrevs av Otto Wilhelm Sonder, och fick sitt nu gällande namn av Thomas G. Lammers. Wahlenbergia axillaris ingår i släktet Wahlenbergia och familjen klockväxter. Inga underarter finns listade i Catalogue of Life.